# Alberti Poja
La famiglia Alberti Poja o Alberti di Poja  o Alberti da Pola è originaria del Trentino, e più precisamente di Poia, ora nel Comune di Comano Terme.

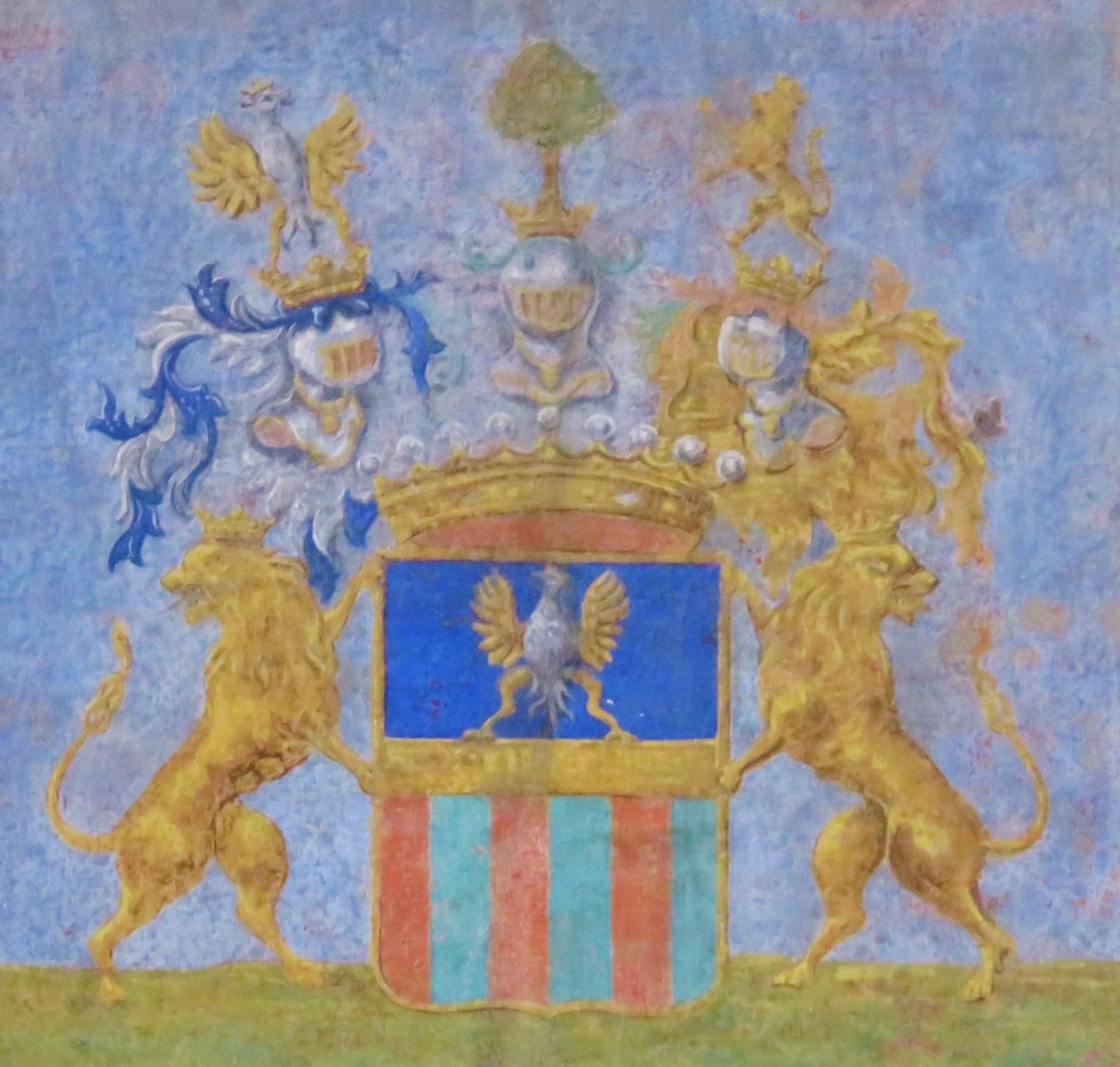
Stemma famiglia Alberti Poja

## Storia
Il toponimo Poja è stato abbinato nel cognome della famiglia per distinguere questa casata da altre sia in Trentino sia nel territorio nazionale.
Le prime fonti che la citano sono del XVI secolo. Ferdinando I d'Asburgo investì il dottor Alberto de' Albertis di Poja, allora vivente nelle valli Giudicarie, di rango nobiliare. Questo venne confermato nel 1558, e nel 1640 la famiglia ottenne la Nobiltà equestre. Nel 1774 (o 1778) ottenne il titolo di conti del Sacro Romano Impero. Suoi membri occuparono ruoli di rilievo a Trento, Rovereto e Riva del Garda.

### Arma
L'arma (o blasone) della famiglia Alberti Poja è uno scudo sormontato da una corona e da tre cimieri. Ai lati due leoni coronati. Nella metà superiore lo scudo riporta un'aquila su fondo blu. Nella metà inferiore 6 bande alternate rosse e azzurre.

## Personalità storiche della famiglia
Membri importanti della casata furono: 
- Alberto de' Albertis di Poja, primo membro del quale si hanno notizie storiche
- Francesco Alberti Poja (1610–1689), vescovo cattolico italiano a Trento.
- Francesco Antonio Alberti Poja, cancelliere di tre principi vescovi trentini.
- Francesco Antonio Alberti Poja, canonico presso la cattedrale di Trento.
- Antonio Clemente Alberti Poja, cancelliere vescovile.
- Alberto Vigilio Alberti Poja, consigliere a Trento, e podestà a Riva del Garda.
- Francesco Alberti Poja, conte che visse a Rovereto dove fece edificare palazzo Alberti Poja e contribuì alla nascita del teatro comunale Riccardo Zandonai.